# Giovanni Luigi I di Anhalt-Zerbst
Giovanni Luigi I di Anhalt-Zerbst (Zerbst, 4 maggio 1656 – Dornburg, 1º novembre 1704) è stato principe di Anhalt-Dornburg dal 1667 al 1704.
Fu il figlio minore del principe Giovanni VI di Anhalt-Zerbst e di sua moglie Sofia Augusta di Holstein-Gottorp. Regnò su Dornburg, una suddivisione minore del Principato di Anhalt. Dopo la morte senza eredi del nipote Giovanni Augusto, principe di Anhalt-Zerbst, i suoi due figli Giovanni Luigi e Cristiano Augusto ne ereditarono i titoli.
Attraverso suo figlio Cristiano Augusto, Giovanni Luigi di Anhalt-Dornburg è il nonno paterno dell’imperatrice Caterina II di Russia.

## Matrimonio e figli
Nel 1742 si sposò con Cristina di Zeutsch, imparentata con la linea degli Anhalt-Zerbst, dalla quale ebbe i seguenti eredi:
- Giovanni Luigi II (23 giugno 1688 - 5 novembre 1746), principe di Anhalt-Dornburg, poi principe di Anhalt-Zerbst
- Giovanni Augusto (31 dicembre 1689 - 22 agosto 1709), principe di Anhalt-Dornburg
- Cristiano Augusto (29 novembre 1690 - 16 marzo 1747), principe di Anhalt-Dornburg, poi principe di Anhalt-Zerbst
- Cristiano Luigi (5 novembre 1691 -18 ottobre 1710) principe di Anhalt-Dornburg
- Sofia Cristina (16 dicembre 1692 - 3 maggio 1747)
- Eleonora Augusta (15 maggio 1694 - 11 giugno 1704)
- Giovanni Federico (14 luglio 1695 - 11 maggio 1742), principe di Anhalt-Dornburg

## Ascendenza
|                                   |                                     |                                   | Genitori                            |  |  | Nonni |  |  | Bisnonni                     |  |  | Trisnonni                   |  |
|                                   |                                     |                                   |                                     |  |  |       |  |  | Gioacchino Ernesto di Anhalt |  |  | Giovanni V di Anhalt-Zerbst |  |
|                                   |                                     |                                   |                                     |  |  |       |  |  | Gioacchino Ernesto di Anhalt |  |  | Giovanni V di Anhalt-Zerbst |  |
|                                   |                                     | Margherita di Brandeburgo         |                                     |  |  |       |  |  | Gioacchino Ernesto di Anhalt |  |  |                             |  |
| Rodolfo di Anhalt-Zerbst          |                                     |                                   |                                     |  |  |       |  |  | Gioacchino Ernesto di Anhalt |  |  |                             |  |
|                                   |                                     | Eleonora di Württemberg           | Cristoforo di Württemberg           |  |  |       |  |  |                              |  |  |                             |  |
|                                   |                                     | Eleonora di Württemberg           | Cristoforo di Württemberg           |  |  |       |  |  |                              |  |  |                             |  |
|                                   |                                     | Eleonora di Württemberg           | Anna Maria di Brandeburgo-Ansbach   |  |  |       |  |  |                              |  |  |                             |  |
| Giovanni VI di Anhalt-Zerbst      |                                     | Eleonora di Württemberg           |                                     |  |  |       |  |  |                              |  |  |                             |  |
|                                   |                                     | Giovanni VII di Oldenburg         | Antonio I di Oldenburg              |  |  |       |  |  |                              |  |  |                             |  |
|                                   |                                     | Giovanni VII di Oldenburg         | Antonio I di Oldenburg              |  |  |       |  |  |                              |  |  |                             |  |
|                                   |                                     | Giovanni VII di Oldenburg         | Sofia di Sassonia-Lauenburg         |  |  |       |  |  |                              |  |  |                             |  |
| Maddalena di Oldenburg            |                                     | Giovanni VII di Oldenburg         |                                     |  |  |       |  |  |                              |  |  |                             |  |
|                                   |                                     | Elisabetta di Schwarzburg         | Günther XL di Schwarzburg           |  |  |       |  |  |                              |  |  |                             |  |
|                                   |                                     | Elisabetta di Schwarzburg         | Günther XL di Schwarzburg           |  |  |       |  |  |                              |  |  |                             |  |
|                                   |                                     | Elisabetta di Schwarzburg         | Elisabetta di Isenburg-Ronneburg    |  |  |       |  |  |                              |  |  |                             |  |
| Giovanni Luigi I di Anhalt-Zerbst |                                     | Elisabetta di Schwarzburg         |                                     |  |  |       |  |  |                              |  |  |                             |  |
|                                   | Giovanni Adolfo di Holstein-Gottorp | Adolfo di Holstein-Gottorp        |                                     |  |  |       |  |  |                              |  |  |                             |  |
|                                   | Giovanni Adolfo di Holstein-Gottorp | Adolfo di Holstein-Gottorp        |                                     |  |  |       |  |  |                              |  |  |                             |  |
|                                   | Giovanni Adolfo di Holstein-Gottorp | Cristina d'Assia                  |                                     |  |  |       |  |  |                              |  |  |                             |  |
| Federico III di Holstein-Gottorp  | Giovanni Adolfo di Holstein-Gottorp |                                   |                                     |  |  |       |  |  |                              |  |  |                             |  |
|                                   |                                     | Augusta di Danimarca              | Federico II di Danimarca            |  |  |       |  |  |                              |  |  |                             |  |
|                                   |                                     | Augusta di Danimarca              | Federico II di Danimarca            |  |  |       |  |  |                              |  |  |                             |  |
|                                   |                                     | Augusta di Danimarca              | Sofia di Meclemburgo-Güstrow        |  |  |       |  |  |                              |  |  |                             |  |
| Sofia Augusta di Holstein-Gottorp |                                     | Augusta di Danimarca              |                                     |  |  |       |  |  |                              |  |  |                             |  |
|                                   |                                     | Giovanni Giorgio I di Sassonia    | Cristiano I di Sassonia             |  |  |       |  |  |                              |  |  |                             |  |
|                                   |                                     | Giovanni Giorgio I di Sassonia    | Cristiano I di Sassonia             |  |  |       |  |  |                              |  |  |                             |  |
|                                   |                                     | Giovanni Giorgio I di Sassonia    | Sofia di Brandeburgo                |  |  |       |  |  |                              |  |  |                             |  |
| Maria Elisabetta di Sassonia      |                                     | Giovanni Giorgio I di Sassonia    |                                     |  |  |       |  |  |                              |  |  |                             |  |
|                                   |                                     | Maddalena Sibilla di Hohenzollern | Alberto Federico di Prussia         |  |  |       |  |  |                              |  |  |                             |  |
|                                   |                                     | Maddalena Sibilla di Hohenzollern | Alberto Federico di Prussia         |  |  |       |  |  |                              |  |  |                             |  |
|                                   |                                     | Maddalena Sibilla di Hohenzollern | Maria Eleonora di Jülich-Kleve-Berg |  |  |       |  |  |                              |  |  |                             |  |
|                                   |                                     | Maddalena Sibilla di Hohenzollern |                                     |  |  |       |  |  |                              |  |  |                             |  |